# 다다치촌
다다치촌(일본어: 田立村)은 일본 나가노현 니시치쿠마군에 있던 촌이다. 현재의 기소군 나기소정에 해당한다.

## 역사
- 1889년 4월 1일 - 정촌제 시행에 의해 다다치촌이 단독으로 자치체를 형성하였다.
- 1961년 1월 1일 - 요미카키촌, 아즈마촌과 합병해 나기소정이 성립하여, 동일 다다치촌은 폐지되었다.

## 교통

### 철도
- 일본국유철도
  - 주오본선

### 도로
- 국도 제19호선

## 참고문헌
- 角川日本地名大辞典 20 長野県